# Döblitz (Wettin-Löbejün)
Döblitz ist ein Ortsteil der Stadt Wettin-Löbejün im Saalekreis in Sachsen-Anhalt (Deutschland).

## Geografie
Döblitz, nordwestlich von Halle und 3 km südöstlich von Wettin im Saaletal gelegen, ist Teil des Naturparks Unteres Saaletal.

## Geschichte
Der Ort wurde 1286 unter dem Namen Dobelicz in einer Schenkungsurkunde erstmals urkundlich erwähnt und ist, wie ein Großteil der Ansiedlungen östlich der Saale, slawischen Ursprungs. Wirtschaftliche Grundlage waren die Landwirtschaft und der Fischfang. 1217 fiel der Ort an die Grafen von Brehna und 1290 an das Erzstift Magdeburg. Mit dessen Angliederung an Preußen gehörte Döblitz ab 1680 zum brandenburg-preußischen Herzogtum Magdeburg.
Mit dem Frieden von Tilsit wurde der Ort im Jahr 1807 dem Königreich Westphalen angegliedert und dem Distrikt Halle im Departement der Saale zugeordnet. Er gehörte zum Kanton Wettin. Nach der Niederlage Napoleons und dem Ende des Königreichs Westphalen befreiten die verbündeten Gegner Napoleons Anfang Oktober 1813 den Saalkreis. Bei der politischen Neuordnung nach dem Wiener Kongress 1815 wurde Döblitz 1816 dem Regierungsbezirk Merseburg der preußischen Provinz Sachsen angeschlossen und dem Saalkreis zugeordnet.
Ab dem 19. Jahrhundert erwarben die großbäuerlichen Familien Boltze und später Wentzel große Flächen der Flur und der Ort entwickelte sich zu einem Landarbeiterdorf.
Am 1. Januar 2011 wurden die Städte Löbejün und Wettin sowie die Gemeinden Brachwitz, Döblitz, Domnitz, Gimritz, Nauendorf, Neutz-Lettewitz, Plötz und Rothenburg, die zuvor bereits in der Verwaltungsgemeinschaft Saalkreis Nord zusammengeschlossen waren, zur neuen Stadt Löbejün-Wettin, die bereits am 7. April 2011 ihren jetzigen Namen Wettin-Löbejün erhielt, zusammengefasst.

## Wappen
Das Wappen der ehemaligen Gemeinde wurde am 4. Mai 1999 durch das Regierungspräsidium Halle genehmigt.
Blasonierung: „In Silber ein rotes Segelboot mit blauem Wimpel im blauen, mit zwei silbernen Wellen belegten Wasser.“
Die Gemeindefarben sind Rot-Weiß.

## Sehenswürdigkeiten
Die romanische Dorfkirche, für deren Erhaltung und Sanierung ein Förderverein eintritt, wurde zwischen 1150 und 1250 erbaut.

## Kultur
Der Verein Förderverein Kultur und Geschichte Döblitz e. V. engagiert sich seit 2002 ehrenamtlich um den Erhalt des denkmalgeschützten Bauwerks. Um die dafür notwendigen Mittel zu generieren, finden seit 2002 Veranstaltungen statt, deren Einnahmen mehrere Sanierungsarbeiten an der Kirche ermöglichten.